# Прато Лауро (Рим)
Прато Лауро је насеље у Италији у округу Рим, региону Лацио.
Према процени из 2011. у насељу је живело 503 становника. Насеље се налази на надморској висини од 69 м.